# Нидзюбаси-маэ (станция)
Станция Нидзюбаси-маэ (яп. 二重橋前駅 нидзю:баси маэ эки) — железнодорожная станция на линии Тиёда, расположенная в специальном районе Тиёда, Токио. Станция обозначена номером C-10. Была открыта 20-го марта 1971 года. На станции установлены автоматические платформенные ворота.

## Окрестности станции
- Мост Нидзюбаси
- Императорский дворец Токио

## Планировка станции
Одна платформа островного типа и два пути.
| 1 | ○ Линия Тиёда | Омотэсандо, Ёёги-Уэхара, Каракида (Линия Тама)           |
| 2 | ○ Линия Тиёда | Отэмати, Кита-Сэндзю, Аясэ, Абико (JR East Линия Дзёбан) |

## Близлежащие станции
| «     |  | Линия       |  | »       |
| ----- |  | ----------- |  | ------- |
| Хибия |  | Линия Тиёда |  | Отэмати |